# Línea de altas prestaciones

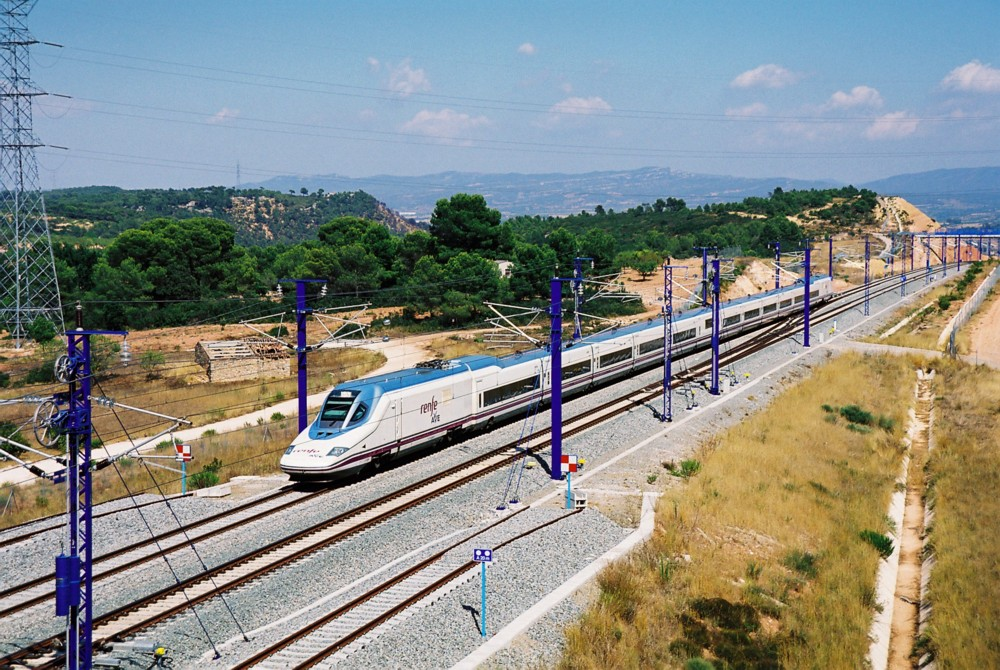
Línea de alta velocidad Madrid-Zaragoza-Barcelona-Frontera francesa.

Línea de altas prestaciones es aquella línea de ferrocarril que tiene unas características técnicas muy superiores a las de las líneas convencionales.
En ocasiones se considera línea de altas prestaciones a las líneas de alta velocidad, mientras que en otros casos se considera que las de altas prestaciones son de un nivel intermedio entre las convencionales y las de alta velocidad. En ese caso también se suele utilizar el término de «velocidad alta» en contraposición a la «alta velocidad», aunque no haya definiciones exactas concretas de dichos términos.

## Uso del término
El término se generalizó a raíz de su uso en el Plan Estratégico de Infraestructuras y Transporte (PEIT) de España de 2005. No existe una definición clara de los requisitos necesarios para que una línea sea considerada de alta velocidad o de altas prestaciones. En el caso del PEIT, se recogen como de altas prestaciones las líneas de alta velocidad con doble vía de ancho internacional (1.435 mm) y tráfico tanto de viajeros como de mercancías. La inclusión de mercancías y la exigencia para las líneas que admiten mercantes de menores velocidades punta, junto con la consideración como de altas prestaciones de líneas que no son de alta velocidad, ha llevado a su consideración como líneas que admiten una menor velocidad punta que una línea de alta velocidad pura.

## Definiciones de alta velocidad
La propia UIC habla de «definiciones» y da un siginifcado amplio y general; concretamente solo menciona velocidades superiores a 250 km/h para líneas de nueva construcción o 200 km/h para líneas reformadas. Según la definición española (ADIF AV) y europea se considera alta velocidad siempre que se cumplan algunas de estas características:
Redes: el sistema ferroviario español que forma parte del sistema ferroviario transeuropeo de alta velocidad incluye: 
- Líneas especialmente construidas para la alta velocidad, equipadas para velocidades por lo general iguales o superiores a 250 km/h.
- Líneas especialmente acondicionadas para la alta velocidad equipadas para velocidades del orden de 200 km/h.
- Líneas especialmente acondicionadas para la alta velocidad, de carácter específico debido a dificultades topográficas, de relieve o de entorno urbano, cuya velocidad deberá ajustarse caso por caso. Esta categoría incluye también las líneas de interconexión entre las redes de alta velocidad y convencionales, los tramos de estación, el acceso a las terminales, almacenes, etc., que son recorridos a velocidad convencional por material rodante de «alta velocidad».

Vehículos: el sistema ferroviario español que forma parte del sistema ferroviario transeuropeo de alta velocidad engloba los vehículos concebidos para circular a:
- Velocidad de 250 km/h como mínimo en las líneas especialmente construidas para la alta velocidad, pudiéndose al mismo tiempo, en las circunstancias adecuadas, alcanzar velocidades superiores a los 300 km/h.
- Velocidad del orden de 200 km/h en las líneas anteriores, en caso de ser compatibles con las posibilidades de esas líneas.
- Vehículos concebidos para funcionar a una velocidad máxima inferior a 200 km/h que posiblemente vayan a circular por toda la red transeuropea de alta velocidad, o por una parte de esta, cuando sean compatibles con los niveles de rendimiento de dicha red, que deberán reunir los requisitos que garanticen un funcionamiento seguro en esa red.

Hay que tener en cuenta que dependiendo las diferentes características los requisitos técnicos son muy diferentes a pesar de que todos ellos se denominen «alta velocidad». Si bien, excepto la primera característica que permite velocidades mayores que imposibilitan paso de otro tipo de trenes, las demás características también podrían considerarse «altas prestaciones».

## España

### Diferencias de criterio entre ADIF y UIC
Así, al no haber ni definiciones ni características técnicas exactas, en España en 2020 la UIC considera de alta velocidad a las líneas o tramos Zaragoza-Huesca, Ourense-Santiago y Sevilla-Cádiz mientras que Adif no lo hace; mientras que ADIF sí considera el tramo Plasencia-Badajoz de alta velocidad mientras que la UIC no lo considera así. Por ello, la diferencia de 3.330 km por parte de la UIC y 3.402 km por parte de ADIF.
Mientras que ADIF y UIC sí consideran alta velocidad la Variante de Pajares, Y vasca, el tramo La Coruña-Vigo del Eje Atlántico y a la futura línea Madrid-Extremadura que no cumplen íntegramente los criterios de la UIC. Estos casos serían similares a ciertas excepciones, siendo lo más extremos cuando la UIC considera de alta velocidad al Corredor Noreste de Estados Unidos, donde comparte vía con trenes de cercanías y de mercancías, o a los Mini-Shinkansen, antiguas líneas de vía estrecha adaptadas al ancho estándar y donde la velocidad máxima es de 130 km/h.
Por ello, las características de las mismas pueden ser son muy heterogéneas, y en España van desde los 200 km/h de velocidad máxima del tramo Zaragoza-Huesca y Plasencia-Badajoz (aunque haya otras líneas o tramos «no AV» que superan esas velocidades), hasta los 310 km/h máximos de la Línea de alta velocidad Madrid-Zaragoza-Barcelona-Frontera francesa, por lo que la comparación con el resto de países resulta compleja al contar algunos países como España con muchos tramos y kilómetros con velocidades menores a 250 km/h que se consideran «alta velocidad» según los criterios de algunos organismos o administraciones (que bien podrían considerarse «altas prestaciones»).

### Líneas que se pueden considerar de altas prestaciones
Sobre la base de su velocidad máxima y a si se trata de una línea de nueva construcción, o no, se podrían considerar líneas de altas prestaciones a las siguientes:
- Línea Zaragoza-Huesca (23/12/2003). Resultado de la electrificación a 25 kV y del cambio de ancho (de ibérico a estándar) de una de las vías de la línea convencional entre Zaragoza y Tardienda (velocidad máxima: 200 km/h), y del cambio de ancho (de ibérico a mixto mediante tercer carril) de la vía única entre Tardienta y Huesca (velocidad máxima: 160 km/h).
- La Sagra-Toledo (16/11/2005). Corto ramal de nueva construcción con vía doble; la velocidad máxima es de 220 km/h.
- Tramo Vigo-La Coruña del Eje Atlántico (11/12/2011 y 18/04/2015). Se ha electrificado, modernizado y duplicado la vía única convencional y se han realizado algunas variantes. Actualmente la velocidad máxima es de 200 km/h en 98,3 de los 155,6 km de su trazado, aunque llegará a 220 km/h cuando se instale el ERTMS y a 250 km/h cuando se cambie al estándar.
- Sevilla-Cádiz. El 1 de octubre de 2015 finalizaron las obras que comenzaron en 1991. Se ha modernizado y duplicado la vía única convencional y se han realizado algunas variantes. Actualmente la velocidad máxima es de 200 km/h en 75,9 de los 153 km de su trazado, y llegará a 220 km/h cuando se instale el ERTMS entre Utrera y Jerez.
- Plasencia-Badajoz. Se aprovecha la plataforma de parte de la futura línea de alta velocidad para instalar vía doble electrificada. La velocidad máxima será de 200 km/h.
- Tramo Valencia-Vandellós perteneciente al Corredor Mediterráneo. En obras desde 1988, tiene vía doble convencional con un tramo de vía única y alguna variante nueva. La velocidad máxima es de 220 km/h en 184,1 de los 240,1 km de su trazado.

Líneas convencionales adaptadas para 200/220 km/h.
—Corredor Mediterráneo:
144,4 km Vandellós-Castellón (incluye 131,4 km a 220 km/h y 8,5 a 160)
039,7 km Moncófar-Alboraya (220 km/h)
041,9 km Xátiva-La Encina (220 km/h, también forma parte de la línea convencional Madrid-Valencia)
—Línea Ciudad Real-Badajoz:
039,5 km La Garrovilla-Gévora (incluye 15,1 km a 185 km/h)
—Línea Zaragoza-Huesca:
052,9 km Bifurcación Huesca-Tardienta (ancho estándar) 
—Variante de Burgos:
013,2 km Bif. Aranda-Bif. Rubena Aguja km 377,3
—Línea Madrid-Valencia:
027,2 km P. B. Arenales-Socuéllamos
027,9 km La Roda-Albacete
—Eje Atlántico Vigo-La Coruña:
009,8 km Bif. Arcade-Pontevedra
043,8 km Bif. San Amaro -Bif. Angueira (incluye 3,7 km a 80 km/h)
044,7 km km 387,214-Uxes
—Línea Sevilla-Cádiz:
064,3 km Utrera-Jerez de la Frontera Mercancías
011,6 km del km 110,680 al 122,294 del tramo Jerez de la Frontera-El Puerto de Santa María
Total: 560,9 km
En alguna de las líneas a inaugurar en 2016 se ha cambiado el ancho (de ibérico a mixto mediante tercer carril) a tramos de línea convencional para poder enlazar con otros de nueva construcción. Es el caso de los tramos El Reguerón-Murcia Cargas, Bifurcación Quejigares-Bifurcación Tocón y Bifurcación La Chana-Granada, los dos últimos en la línea Antequera-Granada.
No puede ser considerada como de altas prestaciones la línea Ourense-Santiago porque su velocidad máxima es de 300 km/h y forma parte de la Línea de alta velocidad Olmedo-Zamora-Galicia. El hecho de que, provisionalmente y hasta que enlace con Madrid, cuente con ancho ibérico es irrelevante.